# Flaga Wusterhusen
Flaga Wusterhusen – flaga gminy Wusterhusen. Flaga została zaprojektowana przez heraldyka Michaela Zapfe z Weimaru i 29 maja 2000 została zatwierdzona przez Ministerstwo Spraw Wewnętrznych (Bundesministerium des Innern, für Bau und Heimat).

## Wygląd i symbolika
Prostokątny, biały płat tkaniny o proporcji szerokości do długości 3:5, z dwoma pionowymi zielonymi pasami na obu skrajach. Od lewej:
- zielony pas o szerokości 1/5 długości płata
- biały pas o szerokości 3/5
- zielony pas o szerokości 1/5

Pośrodku flagi na białym pasie umieszczony jest herb Wusterhusen. Herb zajmuje 2/3 wysokości flagi. 